# Abel López
Abel López es un escultor de Guatemala. 
Graduado en Bellas Artes en Guatemala el año 1993; completó su formación en Los Ángeles (California), donde estudió serigrafía en el Centro de Convenciones de Los Ángeles.
Desde entonces ha participado en exposiciones en Guatemala y en las Bienales de Artes Visuales de Nicaragua y el Salvador.
Sus obras están presentes en diversas colecciones nacionales como la Fundación Paiz de Guatemala y en colecciones privadas de : Panamá, Nicaragua, México, Estados Unidos, España.